# Romeinse villa Kerkrade-Holzkuil
De Romeinse villa Kerkrade-Holzkuil is een terrein met de resten van een Romeinse villa in de gemeente Kerkrade in de Nederlandse provincie Limburg. De villa was van het type villa rustica en behoort tot de minstens 60 Romeinse villacomplexen die op de Zuid-Limburgse lössgronden (deels) zijn opgegraven. Op het opgravingsterrein zijn in 2002-2003 meer dan 5000 fragmenten van Romeinse wandschilderingen gevonden, een van de grootste vondsten op dat gebied in Nederland.

## Ligging
De villa lag in een terrein ten oosten van de wijk Vink (Eygelshoven) en wordt begrensd door de Eygelshovergracht in het westen, de Vinkerstraat in het zuiden en het Titzveldpad in het oosten. Het terrein lag op een hoogte van circa 130 m NAP op ongeveer één kilometer afstand van het riviertje de Worm. Vanuit de villa had men een fraai uitzicht over het Wormdal.
Zo'n anderhalve kilometer naar het zuidwesten lag de Romeinse villa Nieuw Ehrenstein en zo'n twee kilometer naar het zuidoosten lag de Romeinse villa Rolduc. Ook lag destijds zo'n twee kilometer noordwestelijker de Via Belgica, de belangrijke heirweg van Tongeren (Atuatuca Tungrorum) via Maastricht (Mosa Trajectum) en Heerlen (Coriovallum) naar Keulen (Colonia Claudia Ara Agrippinensium).

## Geschiedenis
In het gebied de Holzkuil werden in 2002 bij archeologische opgravingen door ADC ArcheoProjecten fundamenten gevonden van een Romeinse villa, waarna het complex in 2003 gedurende tien maanden volledig werd opgegraven. Samen met de Romeinse villa Voerendaal-Ten Hove is het de enige villa in Nederland die volledig is opgegraven. De villarestanten waren redelijk goed bewaard gebleven, ondanks de sterke bodemerosie op het hellende terrein. De villa was in gebruik in de periode van ongeveer 50 tot 270 na Chr. Rond 270 zouden de Germanen de villa platgebrand hebben toen ze de Limes waren overgestoken.

## Beschrijving

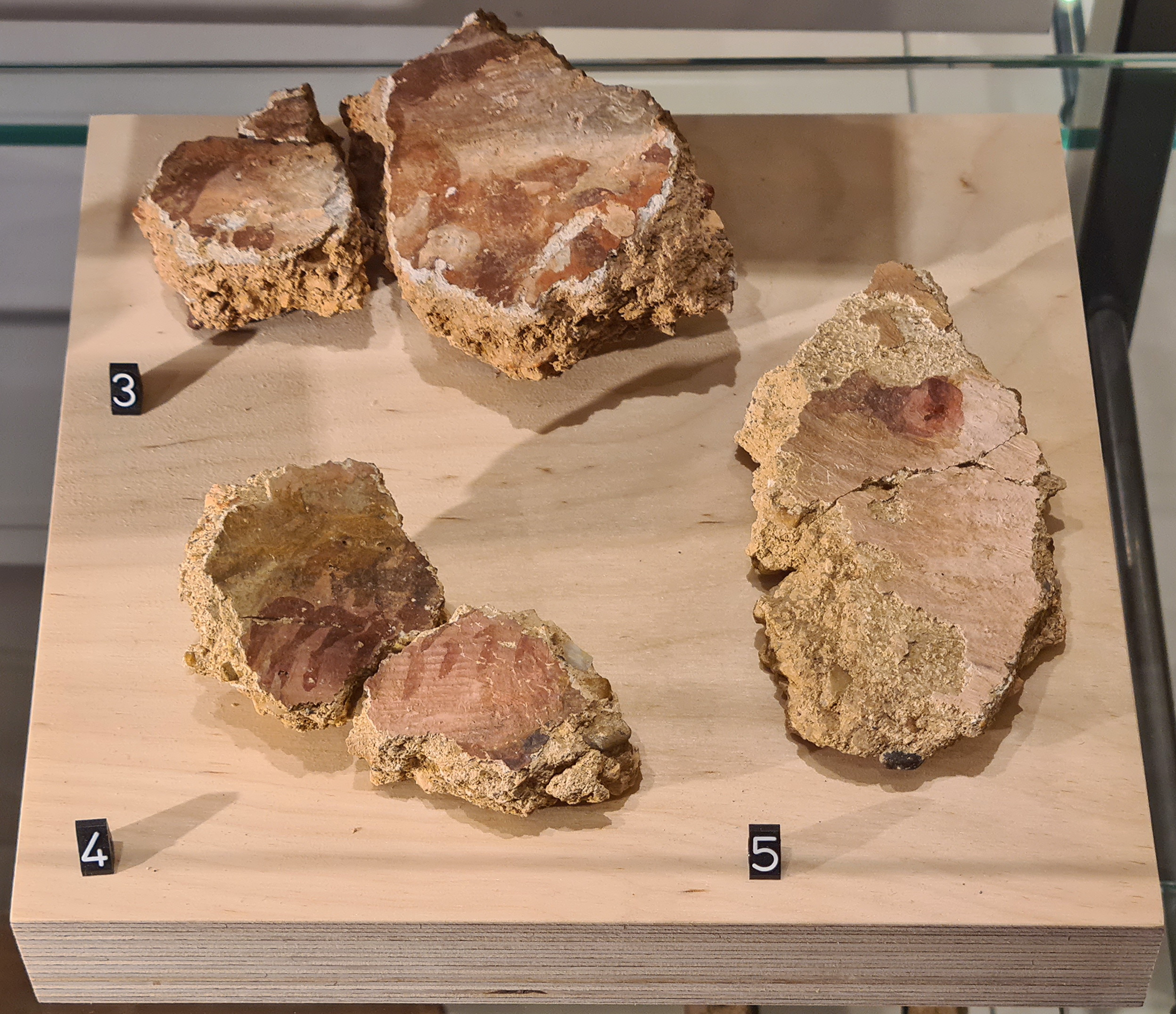
Fragmenten van muurschilderingen (Limburgs Museum, Venlo)

Van het villacomplex zijn ongeveer 25 gebouwen opgegraven, die in de loop van twee eeuwen zijn gebouwd. De gebouwen stonden symmetrisch geordend op een erf van 250 x 160 m, dat door greppels en palissaden werd afgescheiden van de omgeving. De villa was in zijn tijd een van de grotere in de regio en produceerde grote hoeveelheden graan en andere landbouwproducten. Deze waren nodig om de Romeinse soldaten van eten te voorzien. De bewoners van de villa waren welgesteld, wat blijkt uit bodemvondsten, zoals luxe aardewerk (terra sigillata), mantelspelden uit Mainz en een rijk versierd gouden knopje.
Het luxe badgedeelte en de verwarmde eetzaal (triclinium) werden aan het einde van de 2e of begin van de 3e eeuw aan het hoofdgebouw toegevoegd. Het badgedeelte bestond uit twee vertrekken: een warmwaterbad (caldarium) en een koudwaterbad (frigidarium). De vloerverwarming (hypocaustum) in een deel van de villa werd met hout gestookt vanuit een ondergronds gelegen stookruimte (praefurnium).
Bijzonder zijn de resten van muurschilderingen. Bij de opgravingen werden in het badgedeelte van de villa circa 5335 brokstukken van veelkleurige Romeinse wandschilderingen geborgen, die tezamen een oppervlakte van 5-7 vierkante meter besloegen. De brokstukken varieerden in grootte van 1 tot 15 cm, maar konden niet allemaal aan elkaar gepast worden. Toegepaste motieven waren onder andere plinten, lijsten en taferelen met menselijke figuren. Zo is bijvoorbeeld de borst van een vrouwenfiguur (een godin?) duidelijk te herkennen. Een deel van de fragmenten was afkomstig van gemarmerde muurdelen en porfierimitaties in het caldarium.